# Rodengo
Rodengo (Rodeneck in tedesco) è un comune italiano di 1 282 abitanti della provincia autonoma di Bolzano in Trentino-Alto Adige, che si trova su una terrazza sopra la forra della Rienza. Con solo lo 0,98% di abitanti di madrelingua italiana, è il quinto comune della penisola (dopo Moso in Passiria, San Leonardo in Passiria, Terento, Martello e San Pancrazio), con la più bassa percentuale di persone che hanno l'italiano come proprio idioma naturale.
La sede comunale è a Villa (Vill).

## Origini del nome
Il toponimo è attestato nella sua forma più antica come Rotung, Rotunch, Rodant nel 1030 e ha un'origine tedesca ma di significato ignoto.

## Storia
I nomi dei luoghi e delle fattorie di Rodengo indicano un insediamento antico, sia preistorico sia romano.
Tale tesi è supportata anche dal ritrovamento di resti di castellieri o castellari, che risalgono al bronzo medio (circa 1500 a.C.).
Tracce di selci non locali e schegge di cristallo di roccia, rinvenute in aree di sosta per cacciatori sull'Alpe di Rodengo, provengono anche dal periodo Mesolitico (circa 5000 a.C.).
L'insediamento umano viene documentato storicamente per la prima volta come Rotungun nel 1030-1050, quale luogo di donazioni al Vescovo.
Si presenta poi lungo i secoli in varie trasformazioni o mutamenti della denominazione primitiva od originaria della località, e il toponimo di "Rodenchen" è noto come tale per la prima volta nel 1242, e si è definitivamente consolidato sino a oggi.
Il registri ufficiali del tribunale di Rodengo, i cosiddetti Verfachbücher, per il periodo che va dal 1528 al 1850, si trovano odiernamente nell'Archivio Provinciale di Bolzano.
Dall'inizio del XIX secolo, Rodengo, che dal 1822 gestiva un soprintendente della comunità, viene elevato al rango di comune autonomo.
Tempi duri ha vissuto il paese durante la prima guerra mondiale e negli anni successivi, tanto che perse la sua autonomia comunale nel 1926, durante il fascismo, e fu sottoposto al comune di Rio di Pusteria, e solo nel 1955 riottenne la sua indipendenza amministrativa dopo una lunga lotta.

### Simboli
È l'insegna dei signori di Rodank che nel 1140 vi costruirono l'omonimo castello. Lo stemma è stato concesso nel 1969.

## Monumenti e luoghi d'interesse

### Architetture religiose
- Chiesa di Santa Maria Assunta

### Architetture militari
- Castello di Rodengo (Schloss Rodenegg). Si erge sopra un promontorio roccioso e durante la guerra dei contadini tedeschi fu assediato senza successo. Dal Cinquecento è proprietà dei Conti di Wolkenstein che lo hanno ampliato varie volte. Il castello è famoso per i suoi affreschi del primo Duecento tratte dal ciclo di Owain mab Urien.

## Società

### Ripartizione linguistica
La sua popolazione è per la quasi totalità di madrelingua tedesca:
| %      | Ripartizione linguistica (gruppi principali) |
| ------ | -------------------------------------------- |
| 98,86% | madrelingua tedesca                          |
| 0,98%  | madrelingua italiana                         |
| 0,16%  | madrelingua ladina                           |

### Evoluzione demografica
Abitanti censiti

## Amministrazione
| Periodo | Periodo | Primo cittadino     | Partito                       | Carica  | Note |
| ------- | ------- | ------------------- | ----------------------------- | ------- | ---- |
| 1956    | 1969    | Leo Rastner         | SVP                           | Sindaco |      |
| 1969    | 1970    | Franz Amort         | SVP                           | Sindaco |      |
| 1970    | 1974    | Anton Josef Faller  | SVP                           | Sindaco |      |
| 1974    | 1985    | Franz Mutschlechner | SVP                           | Sindaco |      |
| 1985    | 1990    | Anton Josef Faller  | SVP                           | Sindaco |      |
| 1990    | 2005    | Gottfried Silgoner  | SVP                           | Sindaco |      |
| 2005    | 2020    | Klaus Faller        | SVP                           | Sindaco |      |
| 2020    |         | Helmut Achmüller    | lista civica Wir für Rodeneck | Sindaco |      |

### Gemellaggi
- Finthen